# Acanthocladiella
Acanthocladiella, biljni rod iz porodice Sematophyllaceae.

## Vrste
1. Acanthocladiella albescens (P. de la Varde) H. Rob. & C.F. Reed[1][2]
2. Acanthocladiella congoana Thér. & Dixon[3]
3. Acanthocladiella flexilis (Renauld & Cardot) M. Fleisch.[4][2]
4. Acanthocladiella guineensis (Broth. & Paris) H. Rob. & C.F. Reed[5][2]
5. Acanthocladiella julicaulis (Broth. & Paris) H. Rob. & C.F. Reed[6][2]
6. Acanthocladiella kilimandscharica Broth. & P. de la Varde[7]
7. Acanthocladiella transvaaliensis Thér. & Dixon[8]